# Westfield London
Das Westfield London ist ein Einkaufszentrum in London. Mit 240.000 m² Einzelhandelsfläche, 450 Geschäften und rund 25 Mio. Besuchern pro Jahr gilt es als größtes Shopping Center Europas.

## Geschichte
Das Einkaufszentrum wurde von der Westfield Group entwickelt, die Baukosten betrugen 1,6 Mrd. Pfund.
Eröffnung war am 30. Oktober 2008. Auf dem bis dahin brach liegenden Gelände in Shepherd’s Bush im London Borough of Hammersmith and Fulham hatte 1908 die Franco-British Exhibition stattgefunden.
2009 wurde das Gebäude beim Carbuncle Cup nominiert.
Im Jahr 2016 wurde das Einkaufszentrum um 70.000 m² Einzelhandelsfläche und 90 Geschäfte baulich erweitert. Die Erweiterungskosten betrugen 600 Mio. Pfund.

## Eigentümer
Eigentümer sind Unibail-Rodamco-Westfield (50 %) und die deutsche Commerz Real (50 %). Der Anteil der Commerz Real gehört zum Portfolio des offenen Immobilienfonds hausInvest.